# Hoplocerambyx spinicornis
Hoplocerambyx spinicornis là một loài bọ cánh cứng trong họ Cerambycidae.